# حاسي دحو
حاسي دحو بلدية جزائرية في دائرة سيدي علي بن يوب التابعة لولاية سيدي بلعباس شمال غرب الجزائر.